# Poyartin
Poyartin (okzitanisch: Poi Artin) ist eine französische Gemeinde mit 765 Einwohnern (Stand: 1. Januar 2022) im Département Landes in der Region Nouvelle-Aquitaine (vor 2016: Aquitanien). Sie gehört zum Arrondissement Dax und zum Kanton Coteau de Chalosse. Die Bewohner nennen sich Poyartinois.

## Geografie
Die Gemeinde Poyartin liegt in der Landschaft Chalosse, etwa 14 Kilometer ostsüdöstlich von Dax. Die hat den Charakter einer Streusiedlung. Im Südwesten begrenzt der Fluss Luy die Gemeinde. Umgeben wird Poyartin von den Nachbargemeinden Gamarde-les-Bains im Norden, Montfort-en-Chalosse im Nordosten und Osten, Gibret im Osten, Donzacq im Südosten, Castelnau-Chalosse im Süden, Ozourt und Garrey im Südwesten, Sort-en-Chalosse im Westen sowie Hinx im Westen und Nordwesten.

## Einwohner
| Jahr                       | 1962 | 1968 | 1975 | 1982 | 1990 | 1999 | 2006 | 2014 | 2021 |
| -------------------------- | ---- | ---- | ---- | ---- | ---- | ---- | ---- | ---- | ---- |
| Einwohner                  | 656  | 623  | 629  | 631  | 648  | 631  | 643  | 831  | 773  |
| Quellen: Cassini und INSEE |      |      |      |      |      |      |      |      |      |

## Sehenswürdigkeiten
- Kirche Saint-Barthélémy aus dem 14. Jahrhundert, Monument historique
- Domäne Labouran
- Wasserturm auf dem mit 102 m über dem Meer höchsten Punkt der Gemeinde

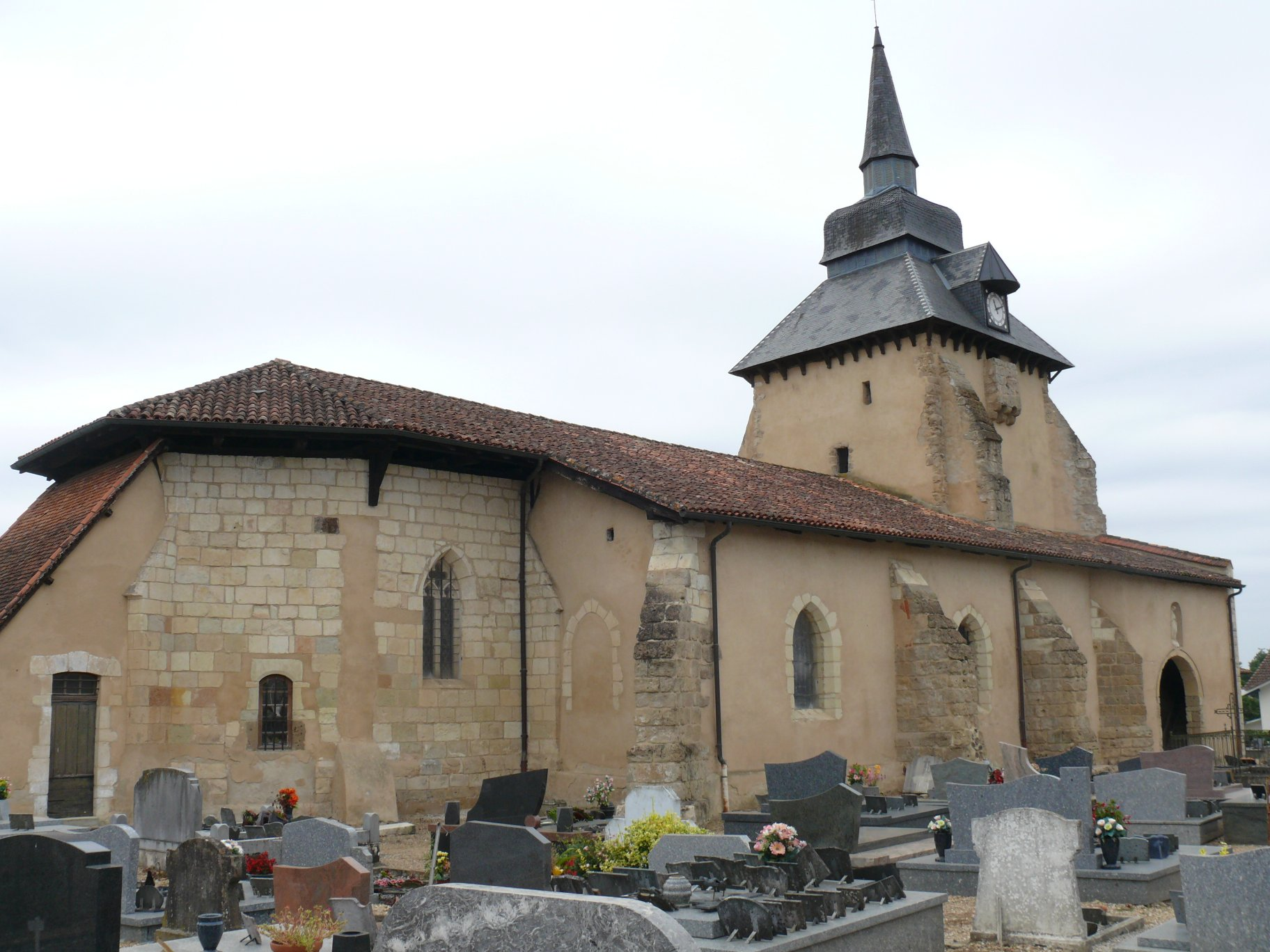
Kirche Saint-Barthélémy
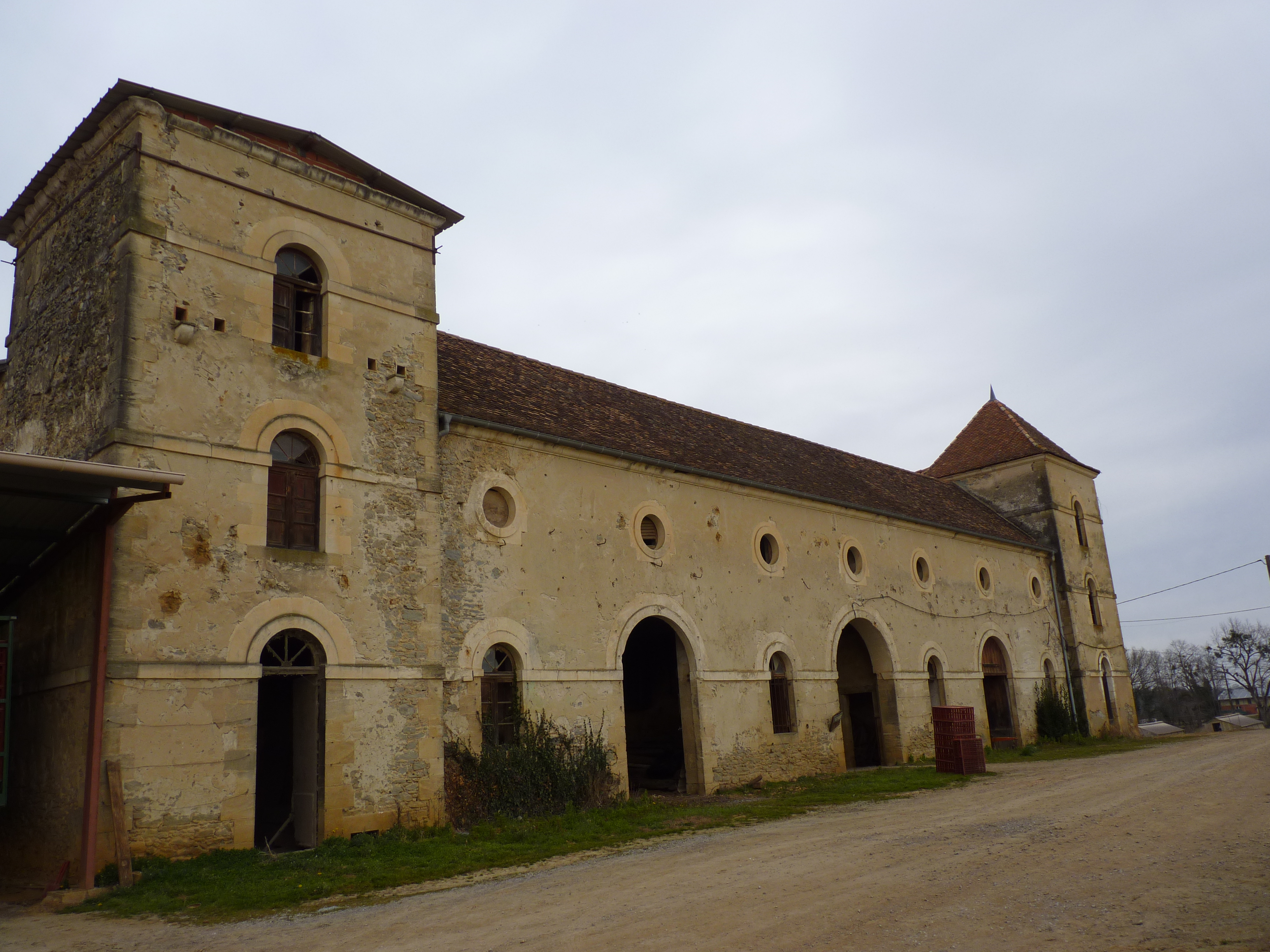
Domäne Labouran